# Paso de Patria
Paso de Patria es un distrito del departamento de Ñeembucú, Paraguay. El acceso a esta región es la ruta IV, totalmente asfaltada, que une San Ignacio (departamento de Misiones) con Pilar (departamento de Ñeembucú).
Se encuentra a 63 km de la ciudad de Pilar, capital del departamento, y se encuentra separado por el Río Paraná de la localidad argentina de Paso de la Patria.

## Historia
Durante la guerra de la Triple Alianza el 25 de noviembre de 1865 el mariscal Francisco Solano López se trasladó desde Humaitá a Paso de Patria y asumió el mando directo del Ejército Paraguayo. Ordenó la fortificación de Paso de Patria y de Itapirú, atento a la inminente invasión aliada.
Con este mismo objetivo ya había dispuesto que con miras a evitar cualquier intento de invasión naval por parte de las tropas aliadas, fueran instaladas 6 piezas de artillería en los montes situados sobre la orilla del río Paraguay a cerca de 2 km de la confluencia con el río Paraná. Otras 6 piezas se instalaron en Itapirú y 60 piezas llevadas desde Corrientes a Paso de Patria, cuya defensa contaba ya con 100 cañones. En Humaitá solo quedaron artilleros y en la frontera algunos escuadrones de caballería.

## Geografía
Lo más característico de esta región son los extensos humedales, (hacia el oeste) y los pastizales (hacia el este), que prácticamente se constituyen en dos subregiones bien diferenciadas.
Los desbordes de los ríos Paraguay y Paraná (al oeste y al sur) originan grandes zonas inundadas. Además del complejo de humedales Ypoa-Ñeembucú, constituye otra extensa área de inundación donde se destacan las lagunas Ypoa y Cabral Vera.
El paisaje tiene cantidad de bañados llenos de vegetación acuática y especies de fauna de humedales, como carpinchos, aguará guazú, guazú pukú, yacarés y aves de colorido plumaje.
Algunas zonas son parecidas al Chaco húmedo por la presencia de palmeras de caranday y cursos de agua con bosques en galería. Otros paisajes atractivos son las dunas en las cercanías del río Paraná, los bosques y humedales a lo largo del río Tebicuary.